# Царские дни
Ца́рские дни — праздничные дни в Российской империи, которые были установлены в честь торжественных событий в жизни членов царской семьи.

## Описание
Царские дни делились на две группы — высокоторжественные и торжественные дни.
К первой группе относились коронация, вступление на престол, дни рождения, а также тезоименитство императора, императрицы-матери, супруги, наследника престола и его супруги. Вторая группа включала дни рождения и тезоименитства прочих членов царской семьи.
В высокоторжественные дни в храмах проходили особые молебны: в дни рождения совершался общий благодарственный молебен, а в день тезоименитства — молебен одноимённому святому. В день восшествия на престол государя-императора и его коронования служились молебны по особому чину.
Остальные, не высокоторжественные дни, переносились на ближайшее воскресенье. В случае, если царский день выпадал на первую неделю Великого поста, он переносился на праздник Торжества Православия. В случае, если он выпадал на Страстную неделю (последнюю неделю Великого поста) или первый день празднования Пасхи, царский день переносился на понедельник Светлой седмицы.
7 марта 1917 года Святейший синод, реагируя на Февральскую революцию, начал именовать дом Романовых «царствовавшим» (в прошедшем времени) и упразднил «царские дни». Соответствующее постановление Временного правительства появилось 16 марта.

## Список праздничных дней
Высокоторжественные царские дни в 1913 году:
23 апреля — Тезоименитство Е. И. В. Государыни Императрицы Александры Феодоровны;
6 мая — Рождение Е. И. В. Государя Императора Николая Александровича;
14 мая — Священное Коронование Их Императорских Величеств;
25 мая — Рождение Е. И. В. Государыни Императрицы Александры Феодоровны;
22 июля — Тезоименитство Е. И. В. Вдовствующей Государыни Императрицы Марии Феодоровны;
30 июля — Рождение Е. И. В. Государя Наследника Цесаревича и Великого Князя Алексея Николаевича;
5 октября — Тезоименитство Е. И. В. Государя Наследника Цесаревича и Великого Князя Алексея Николаевича;
20 октября — Восшествие на престол Е. И. В. Государя Императора Николая Александровича;
14 ноября — Рождение Е. И. В. Вдовствующей Государыни Императрицы Марии Феодоровны;
6 декабря — Тезоименитство Е. И. В. Государя Императора Николая Александровича.